# Горщиківська сільська рада
Горщиківська сільська рада — орган місцевого самоврядування Горщиківської сільської територіальної громади Коростенського району Житомирської області з розміщенням у с. Горщик.

## Склад ради

### VIII скликання
Рада складається з 22 депутатів та голови.
25 жовтня 2020 року, на чергових місцевих виборах, було обрано 22 депутати ради, з них (за суб'єктами висування): самовисування та «Наш край» — по 9, «За майбутнє» — 2, Всеукраїнське об'єднання «Батьківщина» та «Слуга народу» — по 1.
Головою громади обрали позапартійного самовисуванця Олексія Туровського, заступника начальника одного з відділів Державної служби з надзвичайних ситуацій.

### Перший склад ради громади (2016р.)
Перші вибори депутатів ради громади та сільського голови відбулись 18 грудня 2016 року. Було обрано 14 депутатів, серед котрих половина представляють «Батьківщину», друга половина — самовисуванці.
Головою громади обрали самовисуванця Анатолія Петровича Шишковського, тодішнього Горщиківського сільського голову.

### Керівний склад сільської ради
| ПІБ                             | Основні відомості                                                                | Суб'єкт висування | Дата обрання | Дата звільнення |
| ------------------------------- | -------------------------------------------------------------------------------- | ----------------- | ------------ | --------------- |
| Дідківська Надія Миколаївна     | Сільський голова, 1955 року народження, освіта, позапартійна                     |                   | 26.03.2006   | 31.10.2010      |
| Дідківська Надія Миколаївна     | Сільський голова, 1955 року народження, освіта, позапартійна                     | самовисування     | 31.10.2010   | 25.10.2015      |
| Шишковський Анатолій Петрович   | Сільський голова, 1967 року народження, освіта професійно-технічна, безпартійний | самовисування     | 25.10.2015   | 18.12.2016      |
| Шишковський Анатолій Петрович   | Сільський голова, 1967 року народження, освіта професійно-технічна, безпартійний | самовисування     | 18.12.2016   | 25.10.2020      |
| Туровський Олексій Анатолійович | Сільський голова, 1984 року народження, освіта вища, безпартійний                | самовисування     | 25.10.2020   |                 |

Примітка: таблиця складена за даними джерела

## Історія
Створена 1923 року в колонії Горщик Коростенської волості Коростенського повіту Волинської губернії. 25 січня 1926 року затверджена як німецька національна сільрада. 17 грудня 1926 року в підпорядкуванні числяться хутори Колгосп Омелянівський, Наклонь, Рожище, Садибне та залізнична станція Омелянівка. Станом на 1 жовтня 1941 року хутори Наклонь, Рожище та Садибно не перебувають на обліку населених пунктів.
Станом на 1 вересня 1946 року сільська рада входила до складу Коростенського району Житомирської області, на обліку в раді перебували с. Горщик та сел. зал. ст. Омельянівка.
11 серпня 1954 року, внаслідок виконання указу Президії Верховної ради УРСР «Про укрупнення сільських рад по Житомирській області», до складу ради включені села Березівка, Жупанівка та Піски ліквідованих Березівської та Жупанівської сільських рад Коростенського району.
На 1 січня 1972 року сільська рада входила до складу Коростенського району Житомирської області, на обліку в раді перебували села Березівка, Горщик, Жупанівка та Піски.
До 2016 року — адміністративно-територіальна одиниця в Коростенському районі Житомирської області з підпорядкуванням сіл Горщик, Березівка, Жупанівка та Піски.
Входила до складу Коростенського (Ушомирського, 7.03.1923 р., 28.02.1940 р.) району та Коростенської міської ради (1.06.1935 р.)..

### Населення
Кількість населення ради, станом на 1923 рік, становила 1 138 осіб, кількість дворів — 174.
Кількість населення сільської ради, станом на 1924 рік, становила 1 278 осіб.
Кількість населення ради, станом на 1931 рік, становила 1 450 осіб.
Відповідно до результатів перепису населення СРСР, кількість населення ради, станом на 12 січня 1989 року, становила 3 487 осіб.
Станом на 5 грудня 2001 року, відповідно до перепису населення України, кількість мешканців сільської ради становила 2 830 осіб.